# Peralampes
Peralampes is een geslacht van kevers uit de familie  
kniptorren (Elateridae).
Het geslacht is voor het eerst wetenschappelijk beschreven in 2002 door Johnson.

## Soorten
Het geslacht omvat de volgende soorten:
- Peralampes abnormis (Candèze, 1863)
- Peralampes melanoxanthus (Candèze, 1865)
- Peralampes occiduus Erichson, 1847
- Peralampes restinctus (Champion, 1896)
- Peralampes vestitus Champion, 1895
- Peralampes vestitus (Champion, 1896)